# Лещук, Игорь Алексеевич
И́горь Алексе́евич Лещу́к (род. 20 февраля 1996, Москва, Россия) — российский футболист, вратарь московского «Динамо».

## Карьера

### Клубная
Воспитанник московского «Динамо». С 2012 года выступал за резервный состав «бело-голубых», провёл более 70 матчей в молодёжном первенстве. В сезоне 2016/17 сыграл 11 матчей в первенстве ПФЛ за «Динамо-2».
Дебютировал в основной команде 10 мая 2017 года в 36-м туре первенства ФНЛ, отыграв весь гостевой матч против саратовского «Сокола» (3:0). Следующий матч провёл 20 сентября 2017 года в 1/16 финала Кубка России в гостях против клуба «Спартак-Нальчик» (0:0, 2:4, пен.). В Премьер-лиге дебютировал 10 августа 2019 года — в домашнем матче 5-го тура против «Зенита» (0:2), заменив травмированного Антона Шунина.
В январе 2024 года продлил контракт с клубом до лета 2028 года.
2 декабря 2024 года в матче против «Ахмата» забил гол на 90+5-й минуте и принёс «Динамо» ничью. Лещук стал первым вратарём в истории чемпионатов России и СССР, забившим гол с игры.

### В сборной
В 2015 году принимал участие в футбольном турнире Универсиады в составе студенческой сборной России, команда заняла девятое место.
В составе молодёжной сборной России сыграл один матч 10 ноября 2017 года в отборе на молодёжный чемпионат Европы против сборной Армении (2:1).

## Достижения
«Динамо» (Москва)
- Бронзовый призёр чемпионата России: 2021/22
- Финалист Кубка России: 2021/22
- Победитель первенства ФНЛ: 2016/17